# Steve Ditko
Stephen John Ditko (2. listopadu 1927, Johnstown – 29. června 2018, New York) byl americký komiksový scenárista a kreslíř, který se proslavil jako spolutvůrce marvelovského superhrdiny Spider-Mana (se Stanem Leem) a jako tvůrce Doctora Strange. S Leem vytvořil i další postavy spidermanovského světa, Doctora Octopuse, Sandmana, Lizarda, Electra či Green Goblina. Významně také přispěl k vývoji postavy Iron Mana, když vymyslel červenožlutý design postavy. Pro Marvel pracoval od roku 1955 (tehdy ještě pro předchůdce Atlas Comics), odešel v roce 1966. Poté pracoval zejména pro DC Comics a Charlton Comics.
Byl potomkem rusínských řeckokatolických přistěhovalců ze Slovenska. Byl žákem komiksového kreslíře Jerryho Robinsona. Ditko byl horlivým zastáncem filozofie objektivismu Ayn Randové. Vtělil ji i do několika komiksů, včetně Spider-Mana. Od roku 1968 až do smrti neposkytl žádný rozhovor médiím. Po Ditkově smrti se jeho mladší bratr soudil se společností Marvel o autorská práva na bratrovy postavy. Spor skončil nezveřejněnou mimosoudní dohodou, patrně byla bratrovi vyplacena neznámá částka a autorská práva Marvelu zůstala.